# SXe (Inschrift)
SXe ist die Bezeichnung einer Inschrift auf einem Siegel (S) von Xerxes I. (X). Sie wurde von der Wissenschaft mit einem Index (e) versehen. Die Inschrift liegt in altpersischer Sprache vor.

## Inhalt
„Ich (bin) Xerxes.“

## Beschreibung
Die Inschrift SXe steht auf einem Zylinder aus Lapislazuli mit einer Höhe von 2,7 cm. Der Zylinder mit der Inventarnummer IR.0018 befindet sich im Musées royaux des Beaux-Arts de Belgique in Brüssel. Der Fundort wie auch die Herkunft sind unbekannt. Manfred Mayrhofer vermutete, dass das Rollsiegel aus Babylon stammen könnte, da die Erstveröffentlichung der Inschrift 1877 von einem babylonischen Namen auf der Inschrift ausgegangen ist.
Das Siegel zeigt einen König mit einem Diadem (τιαρα ὀρθη, Tiara orthae) auf dem Haupt und einer Krone in der rechten Hand. Er steht vor einem stilisierten „heiligen“ Baum, der aus Mesopotamien bekannt ist. Die Inschrift ist in drei Zeilen angeordnet und steht in einem unüblichen Verhältnis zur Fläche des Bildes. Das Siegel ist recht grob geschnitten.

## Forschungsgeschichte
Die Bezeichnung der Inschrift auf SXe wurde 1981 von Rüdiger Schmitt festgelegt. Manfred Mayrhofer hatte sie noch unter der Abkürzung SXd geführt.
SXe konnte lange Zeit keinem Besitzer zugeordnet werden, da man den Namen nicht lesen konnte. Mit der Idee von Ferdinand Justi, die drei Spalten in der Reihenfolge 1–3–2 zu lesen, wurde eine der vielen babylonischen Varianten des Namens von Xerxes I. mit Xišyaršá sichtbar gemacht. Rüdiger Schmitt stellte 1981 in einer neuen Untersuchung fest, dass der übliche altpersische Name Xšayaṛšā (x-š-y-a-r-š-a) auf dem Rollsiegel angebracht ist.

## Rezeption
Rüdiger Schmitt geht davon aus, dass der Siegelschneider von SXe die altpersische Sprache nicht beherrschte. Hinweise dafür seien die positiven Schriftzeichen auf dem Siegel anstatt der spiegelverkehrten und die Verkürzung des Begriffs am Anfang der Inschrift. Das Bildmotiv unterscheidet sich stark von anderen königlichen Siegeln, die üblicherweise königliche Helden und Symbole wie die Flügelscheibe oder den treppenförmigen Altar verwenden. Es sei deshalb durchaus möglich, dass das Siegel eine Imitation aus spät-achämenidischer Zeit sei oder aus einer Provinz stamme.